# Вулиця Золота (Львів)
Ву́лиця Золота́ — вулиця в Шевченківському районі Львова, в місцевості Клепарів. Золота прямує від вулиці Клепарівської у північно-західному/західному напрямку до вулиці Єрошенка. Початок вулиці розташований при горі Страт, навпроти західного (горішнього) входу на Краківський ринок, а кінець вулиці розташований навпроти східного входу на Янівський цвинтар. Майже половина вулиці — це досить крутий підйом від підніжжя гори Страт до пологого хребта, який простягається аж до Кортумової Гори. 
Прилучаються вулиці Сосенка, Яцкова, Турянського.

## Історія та назва
Назва вулиці Золота в документах вперше згадується у 1913 році. Вона не належить до восьми основних шляхів, які відходять від Львова, тому земельні ділянки (парцелі) по обидва боки від цієї дороги тривалий час не були забудовані. У 1855 році на колишніх Піліховських ґрунтах (нині район вулиці Єрошенка) відкрили Новий єврейський цвинтар, і ця дорога стала шляхом похоронних процесій. Часто похорони були досить помпезними, тож вулицю назвали Золотою. 
У 1938 році вулицю перейменували на Абраґамчиків, на честь польських діячів вірменського походження актора і драматурга Адольфа та його брата австрійського політика Давида Абрагамовичів. У липні 1944 року повернена передвоєнна назва — вулиця Злота, від 1945 року — вулиця Золота. 1975 року перейменована на вулицю Мінську, на честь міста Мінська. Сучасна назва — вулиця Золота від 1991 року.

## Забудова
Забудова Золотої місцями нерегулярна (є незабудовані ділянки та невеличкий парк на початку вулиці). Горішня частина вулиці забудована типовими п'яти- та дев'ятиповерховими житловими будинками у стилі радянського конструктивізму 1960-х років, двоповерхова барачна забудова 1950-х років, а також присутня садибна забудова у стилі польського конструктивізму 1930-х років. На початку вулиці Золотої є декілька будинків, які своїм виглядом виділяються серед рядової забудови.
№ 2 — комплекс невеликих будинків колишнього притулку для бідних фундації брата Альберта, збудований за проєктом архітектора Юліуша Гохберґера у 1892 та 1896 роках у неороманському стилі на розі вулиць Клепарівської та Золотої. Останніми роками це приміщення належить приватному підприємству «Львівметалопласт», проводиться ґрунтовна реконструкція будинку.
№ 4 — триповерховий будинок, споруджений 1911 року для потреб Міського притулку для дітей-сиріт. Його головний фасад на простінках між вікнами третього поверху прикрашений рельєфними зображеннями Ісуса Христа та Діви Марії. Бічні фасади цього будинку декоровані рельєфними гербами міста Львова. У 1950-х роках був надбудований четвертий поверх. У повоєнний час будівля використовувалася як гуртожиток технікуму кооперативної торгівлі, що розташовувався поряд, на вулиці Клепарівській, 11 (від 2009 року — Львівський кооперативний коледж економіки і права). 24 березня 2004 року рішенням Кабінету Міністрів України № 171-р створено Львівський інститут економіки і туризму, якому передали приміщення на вулиці Менцинського, 8 та студентський гуртожиток на вул. Золотій, 4. Виконавчий комітет Львівської міськради затвердив 24 грудня 2009 року, містобудівне обґрунтування, містобудівні умови та обмеження на проєктування та реконструкцію з добудовою Львівським інститутом економіки та туризму студентського гуртожитку хостельного типу на вул. Золотій, 4. Проєктований об’єкт входив до списку Державної цільової програми підготовки та проведення в Україні фінальної частини чемпіонату Європи з футболу 2012 року.
№ 6 — чотириповерхова будівля, споруджена у 1950-х роках як гуртожиток Львівського технікуму радянської кооперативної торгівлі, розрахований на 300 мешканців. В будинку розташований гуртожиток № 1 Львівського кооперативного коледжу економіки і права (нині — Львівський еконіміко-правовий ліцей).
№ 8 — чотириповерхова адміністративна будівля Державного підприємства «Львівський державний інститут проектування нафтопереробних і нафтохімічних підприємств „Львівдіпронафтохім“». Заснований 1940 року як Львівське відділення тресту «Нафтогазводпроект Центру і Сходу»; від 1967 року — Львівська філія київського інституту «ВНДІПКнафтохім»; від 1983 року — Львівська проектна філія Київського НВО «МАСМА»; від 1991 року — сучасна назва. Підпорядкований Міністерству енергетики та вугільної промисловості України. Структура інституту складається з 9 основних відділів (технологічний, механічний, електротехнічний, будівельний, сантехнічний, технології монтажу, контролю і автоматики, кошторисно-економічного, випуску проектів). Спеціалізується на виконанні проєктно-вишукувальних та інжинірингових робіт, розробленні комплексної ПКД на всіх стадіях будівництва, розширення, реконструкції і технічного переоснащення підприємств у галузі нафтопереробки, нафтохімії та інших галузей промисловості, технологія яких ґрунтується на застосуванні хімічних та фізико-хімічних процесів. 
№ 10 — на початку XX століття в будинку, що стояв на цьому місці містилася молочарня Катажини Курас. За радянських часів тут збудований п'ятиповерховий будинок, в якому розташований гуртожиток № 2 Львівського кооперативного коледжу економіки і права (нині — Львівський економіко-правовий ліцей).
№ 15а — односекційний дев'ятиповерховий житловий будинок, введений в експлуатацію у 2007 році.
№ 17 — дев'ятиповерховий житловий будинок, споруджений наприкінці 1960-х років. До 1990 року на першому поверсі містився комісійний магазин «Філателія», що згодом переїхав на вулицю Дорошенка, 28. Нині тут міститься відділення «Ощадбанку».
№ 21 — дев'ятиповерховий житловий будинок, споруджений наприкінці 1960-х років як гуртожиток для працівників львівського «Мехслкозаводу». За радянських часів в будинку містився опорний пункт правопорядку. 
№ 22 — триповерховий житловий будинок збудований у 1950-х роках.
№ 25 — дев'ятиповерховий житловий будинок, споруджений наприкінці 1960-х років. Від радянських часів на першому поверсі будинку працює магазин «Продукти», до 2014 року містилася львівська філія банку «Форум», нині тут ресторан «Золотий лев».
№ 26 — чотириповерховий житловий будинок збудований у 1960-х роках. Від радянських часів тут працює овочева та продуктова крамниці.
№ 30 — чотириповерховий житловий будинок збудований у 1960-х роках. Від радянських часів тут працює продуктова крамниця, магазин «Сантехніка». Тут також за радянських часів була база «Укрторгбудматеріали». Нині тут міститься магазин самообслуговування мережі «Рукавичка».
№ 39а — житловий будинок, збудований у 1960—1970-х роках для працівників Львівської залізниці. Ухвалою № 59 ЛМР від 26 вересня 2002 року будинок прийнятий від дистанції цивільних споруд на станції «Львів» Львівської залізниці у власність територіальної громади міста Львова.
№ 40 — п'ятиповерховий житловий будинок, в якому від радянських часів міститься бібліотека-філія № 7 ЦБС для дорослих міста Львова.
Між будинками № 40 та № 40а у 1933–1939 роках постав стадіон єврейського спортивного товариства «Гасмонеа», заснованого Адольфом Коном у 1908 році. Від радянських часів — стадіон «Торпедо». До нашого часу він не зберіг свого основного спортивного призначення. У 1990-х роках стадіон перейшов у приватну власність та на його території відкрили ринок електротехнічних товарів, який функціював до 2008 року, згодом ринок перенесли на вулицю Богдана Хмельницького. Напередодні проведення в Україні фінальної частини чемпіонату Європи з футболу 2012 року були плани відновити цю пам'ятку спортивної архітектури, але до їх реалізації справа так і не дійшла. Нині на стадіоні, який перебуває у занедбаному стані, тренуються діти та підлітки футбольних клубів «Вікторія» та «Покрова».
Львівська міська рада завершує розробку проєктних пропозицій вигляду стадіону «Торпедо» і буде звертатись до банку «Львів», щоб спільно реалізувати публічно-приватний проєкт. У планах мерії — занедбану територію стадіону реконструювати та повернути їй спортивну функцію, а саме створення на базі стадіону «Торпедо» сучасного комплекс легкоатлетичних видів спорту. 18 листопада 2021 року журі обрало переможців Всеукраїнського відкритого архітектурного конкурсу на кращу проєктну пропозицію легкоатлетичного комплексу зі спортивним центром на вул. Золотій. Переможцем конкурсу став проєкт авторського колективу з Дніпра, Скомаровського Олександра, Милостюка Вадима та Раби Оксани. Проєкт-переможець отримує грошову винагороду у розмірі 120 000 грн. За словами головного архітектора Львова Антона Коломєйцева, згідно з проєктом, оновлять не лише стадіон, а й вулицю Золоту. Також планують звести підземний паркінг, який вночі зможуть використовувати мешканці району.
№ 42 — база ПАТ «Львівгаз».

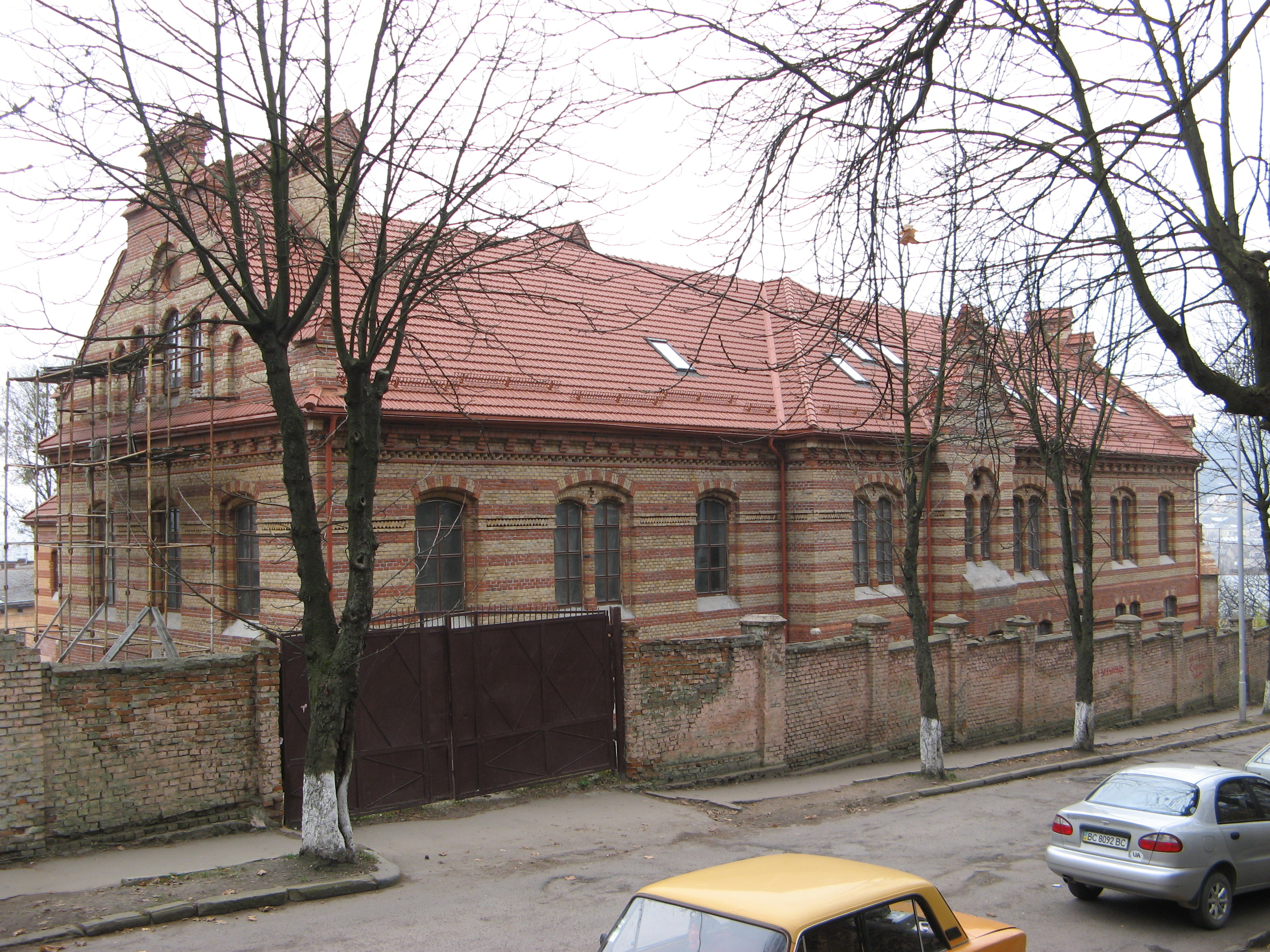
Будинок колишнього притулку для бідних фундації брата Альберта (вул. Золота, 2)
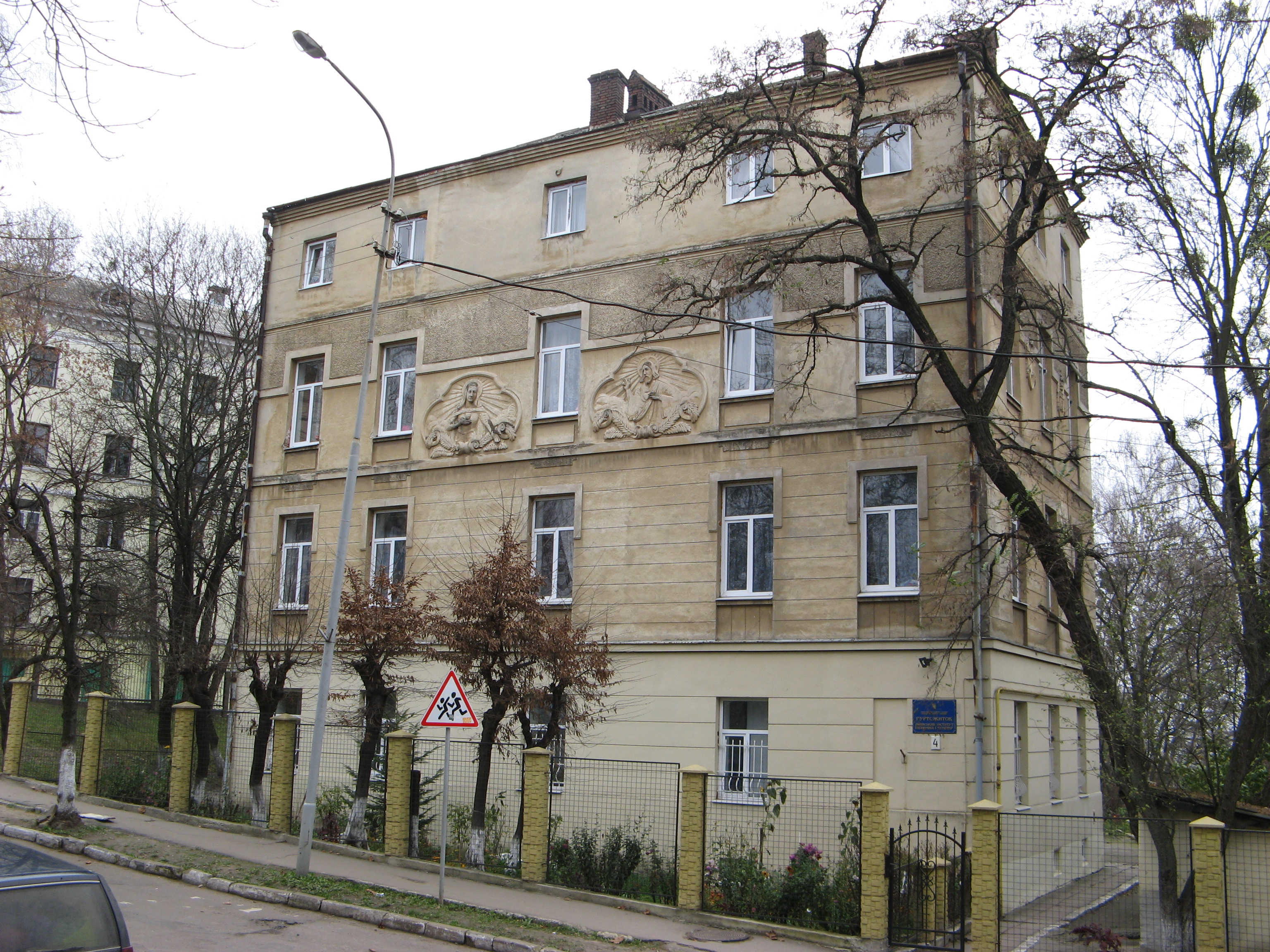
Гуртожиток Львівського інституту економіки і туризму (вул. Золота, 4)
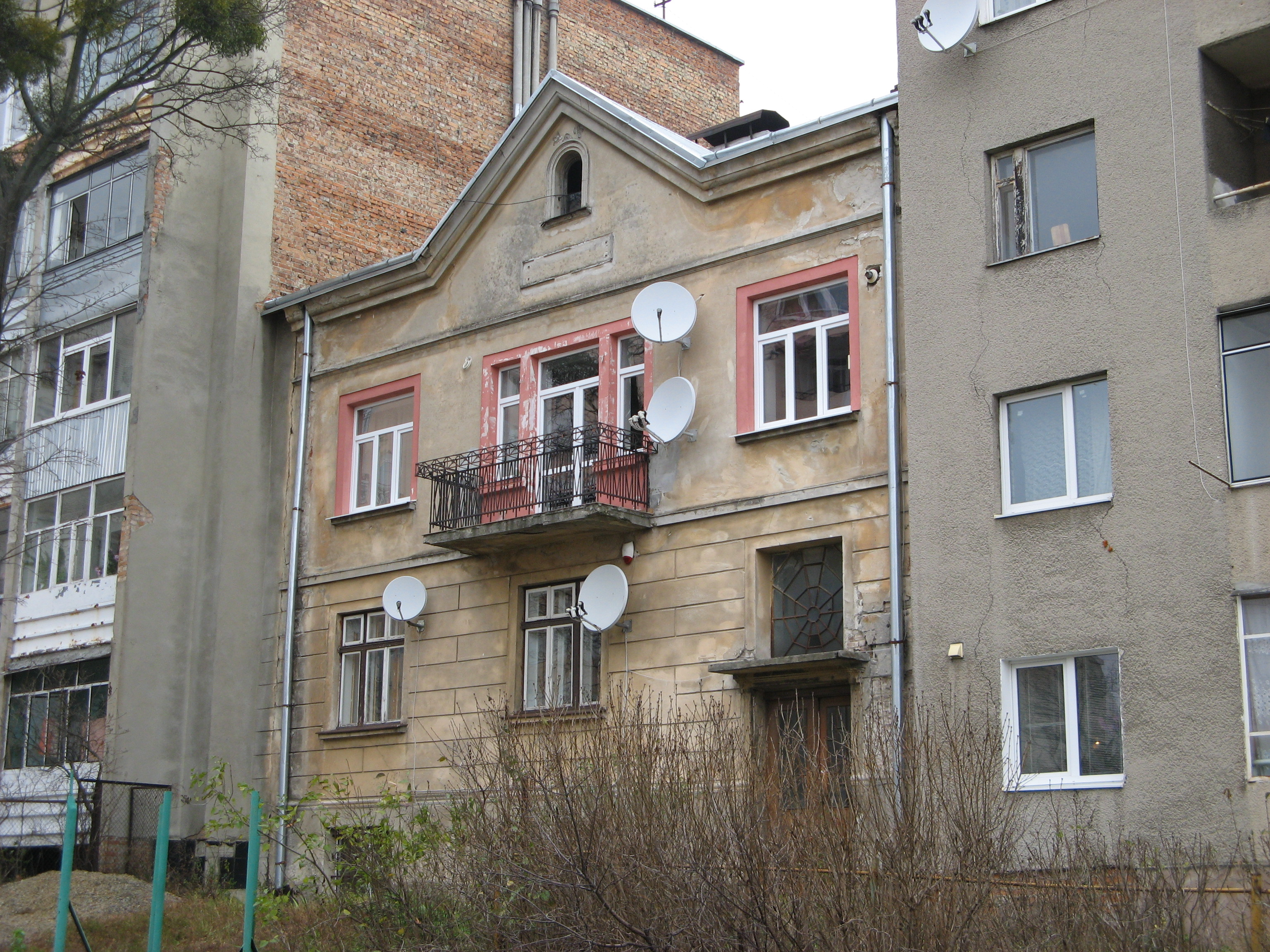
Вілла у середній частині вулиці Золотої

## Парки
Невеличкий парк на схилах гори Страт 1895 року був впорядкований Арнольдом Рьорінгом та отримав назву парк Вісьньовського, на честь гайдамацького ватажка Теофіла Вісьньовського, страченого на цьому місці 31 липня 1847 року разом з Юзефом Капусціньським. За радянських часів — парк Партизанів. На сьогодні озеленена територія Гори Страт втратила статус міського парку. Колишній парк потребує догляду та інвестицій. 

## Меморіали, пам'ятники
У липні 1895 року за ініціативи тогочасного віце-президента міста Міхала Міхальського львівське міщанство встановило на горі Страт скромний мармуровий обеліск на постаменті з великих брил каміння роботи львівського скульптора Юліана Марковського з пам'ятним написом: «Теофілові Вісьньовському, страченому на цьому місці 31 липня 1847 року за свободу вітчизни львівське міщанство. 1895». У 2015 році його відреставрували, у цьому взяла участь Фундація культурної спадщини з Польщі. Нові пам'яткові таблиці, медальйон, та орел виготовили на зразок втрачених. Кошти на ці роботи виділила Фундація Ради Охорони пам'яті війн та мучеництва, реставраційні роботи виконала група поляків і українців — Анна Штимельська-Карчевська (керівник), Пйотр Маслянка та Орест Дзиндра.